# Клерингтон (Охајо)
Клерингтон (енгл. Clarington) град је у америчкој савезној држави Охајо.

## Демографија
По попису из 2010. године број становника је 384, што је 60 (-13,5%) становника мање него 2000. године.
| Група             | 2000.       | 2010.       |
| Белци             | 437 (98,4%) | 371 (96,6%) |
| Афроамериканци    | 3 (0,7%)    | 4 (1,0%)    |
| Азијати           | 0 (0,0%)    | 0 (0,0%)    |
| Хиспаноамериканци | 3 (0,7%)    | 1 (0,3%)    |
| Укупно            | 444         | 384         |